# الجش (الجلیل)
الجش (به لاتین: Jish) یک شهرک در اسرائیل است که در استان شمال (اسرائیل) واقع شده‌است.